# Henning Meyercrone
Henning Meyercrone også Meiercrone, født Meier (1. august 1645 i København, død 28. juli 1707 i Roskilde) var en dansk diplomat.

## Uddannelse
Han var søn af hofapoteker Samuel Meier (1609 - 25. september 1658) og Magdalene Friis. Faderen, en broder til kartografen Johannes Mejer, tilhørte en bekendt slesvigsk præsteslægt og blev 1639 hofapoteker, i hvilken stilling han tjente sig op til at blive en formuende mand. Meier hørte altså ligesom Griffenfeld til den velhavende borgerstand og fik en lærd opdragelse, uden at man dog kan følge denne i det enkelte; dog ved vi, at han 1667 blev immatrikuleret ved universitetet i Leiden og da studerede jura.

## Karriere
Efter sin hjemkomst til Danmark ansattes han 1670 som sekretær i Tyske Kancelli og anvendtes vistnok først i underordnede stillinger ved legationerne i udlandet; i alt fald siger han i en skrivelse fra 1679, at han nu i ni år har tjent i diplomatiet. Han viste sig snart som en særdeles duelig embedsmand og sendtes i juni 1673 som dansk afsending til fredskongresssen i Köln mellem Frankrig, England og deres allierede på den ene side og Generalstaterne og deres allierede på den anden.

### Dansk gesandt i Frankrig
Hans indberetninger her fra vandt i høj grad Griffenfelds bifald, og da man i 1674 som følge af udtalelser af den franske afsending Hugues de Terlon om Ludvig XIV's tilbøjelighed til at træde i nærmere forbindelse med Danmark besluttede at sende en gesandt til Frankrig for nærmere at undersøge forholdene, fordi man ikke rigtig stolede på Terlons forsikringer, faldt valget på den kun 29-årige Meier. Samtidig udnævntes han til kongelig råd og ophøjedes 9. november i adelstanden under navnet Meyercrone. Denne overordentlig hurtige karriere skyldtes foruden hans dygtighed sikkert også for en ikke ringe del den omstændighed, at han i efteråret 1674 (vielsesbrev 17. august) havde ægtet Christiane Schrøder (ca. 1652 - begravet 14. december 1737), datter af Herman Schrøder (1615-1665), borgmester i Roskilde, og Eva Motzfeld (1626-1706), en søster til Griffenfelds moder, ligesom at han i det hele sluttede sig meget nøje til Griffenfeld og hans politik.
Meyercrones sendelse til Frankrig kronedes dog ikke med held. Danmark var bundet ved sine traktater med Frankrigs modstandere, og om end Meyercrone fik ordre til at erklære, at de ikke var alvorligt mente, og at man altid kunne finde på udflugter for at undgå at opfylde dem, så måtte han dog på den anden side hverken love bistand eller neutralitet i krigen. Han skulle se at opnå subsidier og i øvrigt trække tiden ud, indtil man i Danmark blev klar over, til hvem man ville slutte sig. Det var meningen, at Sverige også skulle optages i et eventuelt dansk-fransk forbund, men de forhandlinger, der i den anledning førtes mellem Danmark og Sverige, førte ikke til noget resultat, og da Frankrig satte mere pris på Sveriges aktive bistand end på Danmarks usikre løfter, afbrødes forhandlingerne med Meyercrone.

### Gesandt i Haag
Meyercrone blev derefter i slutningen af 1675 sendt som gesandt til Haag. Han deltog i de følgende år ivrigt i fredsforhandlingerne i Nimwegen og førte ved siden af også hemmelige forhandlinger med den franske gesandt, grev Jean-Antoine de Mesmes d'Avaux. Da Holland og kejseren havde sluttet fred med Frankrig, og Brandenburg sendte en gesandt til Paris for at underhandle om fred, sendte den danske regering, der var bange for at komme til at stå helt alene over for Frankrig og Sverige, i foråret 1679 Meyercrone til Paris for at indlede direkte fredsunderhandlinger med Frankrig. Disse forhandlinger, der førtes jævnsides med fredsforhandlingerne i Lund, var yderst pinlige for Meyercrone. Han måtte gøre den ene indrømmelse efter den anden og til sidst slutte freden på de af Ludvig XIV foreskrevne betingelser. Meyercrone var sikkert uden skyld i forhandlingernes uheldige udfald, men fik ikke desto mindre adskillige ubehageligheder deraf. Han beskyldtes for at have indladt sig i intriger med d'Avaux i Holland og for under forhandlingerne i Paris at have været uforsigtig i sin omgang med de franske diplomater og ladet dem gennemlæse sine relationer, inden han afsendte dem. Følgen heraf blev, at Meyercrone aldeles pludselig kaldtes tilbage fra Frankrig i december 1679 på en måde, der tydelig viste, at han var faldet i unåde. Han fik ordre til at begive sig til Holland for at aflægge regnskab for de af ham oppebårne subsidier. Kort efter kaldtes han tilbage til København og fik befaling til at indgive en skriftlig redegørelse for sine forhandlinger i Holland og Paris.

### Atter gesandt i Frankrig
Denne redegørelse har sikkert renset ham for de fremsatte beskyldninger, i alt fald udnævntes han 16. april 1681 på ny til gesandt i Paris og beholdt nu denne betydelige og indflydelsesrige stilling lige til 1706. Han erhvervede sig i den franske hovedstad stor anseelse både som diplomat og verdensmand og førte et meget selskabeligt Hus, hvorved hans begavede hustru var ham til stor støtte. Han tog sig meget varmt af de danske, der besøgte Paris, og hans hus og udmærkede bibliotek, der særlig var rigt på historisk litteratur, stod altid åbne for dem.

#### Besværligheder i Frankrig
I de sidste år blev hans stilling dog noget vanskelig. Ludvig XIV var i høj grad forbitret over, at danske tropper i Den Spanske Arvefølgekrig kæmpede i hans modstanderes rækker, og lod ved flere lejligheder sin vrede gå ud over Meyercrone. Da dennes helbred desuden var blevet stærkt rystet, bad han 1706 om at blive kaldt tilbage, hvilket også bevilgedes. Ludvig XIV var dog blevet så forbitret på ham, at han ikke ville tilstå ham nogen afskedsaudiens, og da Meyercrones hustru samtidig kom til Paris i anledning af en søns død og for at se til sin syge mand, fik hun ordre til at forlade byen inden otte dage. På hjemrejsen blev Meyercrone og hans følge uden for Aachen den 1. oktober overfaldet af et strejfkorps, der affyrede flere salver på dem. Meyercrone slap uskadt derfra, men hans sekretær Hans Numsen blev dræbt ved siden af ham i vognen. Man mistænkte i almindelighed den franske regering for ikke at have været helt fremmed for dette overfald. Meyercrone havde den store sorg, at hans bibliotek, der var sendt hjem ad søvejen, blev omtrent helt ødelagt, da skibet strandede på Jyllands vestkyst.

### Stiftamtmand af navn
Ved siden af sin diplomatiske post indtog Meyercrone også høje stillinger i sit fædreland. 1684 udnævntes han til virkelig etatsråd og fik ekspektance på et stiftamtmandsembede, 5. oktober 1685 blev han Ridder af Dannebrog og 31. juli 1686 vicestiftsbefalingsmand i Fyens Stift; 5. februar 1687 blev han stiftsbefalingsmand i Aalborg Stift og amtmand over Aalborghus Amt, hvilket embede han beholdt lige til sin død, desuden var han fra januar 1697 til 16. oktober 1703 amtmand over Åstrup, Børglum og Sejlstrup Amter. Han varetog dog aldrig selv disse embeder, men lod dem bestyre af stedfortrædere:
1. 1687 til 8. september 1689 (afgået ved døden): Thøger Lassen til Rødslet
2. 1689 til 1691: Otte Skeel til Birkelse
3. 3. marts 1691 til 11. september 1696 (afgået ved døden): Niels Jespersen.
4. 22. september 1696 til 1707: Christopher Bartholin til Kås

1695 blev han gehejmeråd. Han ejede Vennergård (i Hind Herred), som Christian V havde skænket ham 1693.
Meyercrone døde i Roskilde 28. juli 1707 og blev begravet på Nicolai Kirkegård i København. Hans enke, der først døde 1737 (begravet 14. december), oprettede Meyercrones Stiftelse i Roskilde (fundats af 1739). Hun havde 8. april 1682 fået våbenbrev (med et fra Meyercrones forskelligt våben).

## Gengivelser
Han er malet af Hyacinthe Rigaud (1691, Det Nationalhistoriske Museum på Frederiksborg Slot), efter dette stik af Cornelis Vermeulen (1694, Det Kongelige Bibliotek). Rigaud-maleriet kostede 235 livres.